# François N'Doumbe
François N'Doumbe (Camerún Francés; 30 de enero de 1954) es un exfutbolista de Camerún que jugaba en la posición de defensa.

## Carrera

### Club
Jugó toda su carrera con el Union Douala de 1971 a 1985, equipo con el que ganó dos títulos de liga, uno de copa, la Copa Africana de Clubes Campeones 1979 y la Recopa Africana 1981.

### Selección nacional
Jugó para Camerún en 49 ocasiones de 1972 a 1985 y anotó cuatro goles; participó en la Copa Mundial de Fútbol de 1982, en los Juegos Olímpicos de Los Ángeles 1984 y tres ediciones de la Copa Africana de Naciones, siendo campeón en la edición de 1984.

## Logros

### Club
- Primera División de Camerún (2): 1976, 1978
- Copa de Camerún (1): 1980
- Copa Africana de Clubes Campeones (1): 1979
- Recopa Africana (1): 1980

### Selección nacional
- Copa Africana de Naciones (1): 1984